# Challenger de Saint-Brieuc 2015

El torneo Open Harmonie mutuelle 2015 es un torneo profesional de tenis. Pertenece al ATP Challenger Series 2015. Se disputará su 12.ª edición sobre superficie dura, en Saint-Brieuc, Francia entre el 6 de abril y el 12 de abril de 2015.

## Jugadores participantes del cuadro de individuales
| Favorito | País                        | Jugador       | Rank1 | Posición en el torneo |
| -------- | --------------------------- | ------------- | ----- | --------------------- |
| 1        | Bandera de Francia          | Lucas Pouille | 114   | Semifinales           |
| 2        | Bandera de Alemania         | Andreas Beck  | 116   | Segunda ronda         |
| 3        | Bandera de Francia          | Nicolas Mahut | 124   | CAMPEÓN               |
| 4        | Bandera de los Países Bajos | Igor Sijsling | 132   | Primera ronda         |
| 5        | Bandera de Japón            | Yūichi Sugita | 147   | FINAL                 |
| 6        | Bandera de República Checa  | Jan Hernych   | 178   | Segunda ronda         |
| 7        | Bandera de Francia          | David Guez    | 191   | Primera ronda         |
| 8        | Bandera del Reino Unido     | Edward Corrie | 218   | Primera ronda         |

- 1 Se ha tomado en cuenta el ranking del 23 de marzo de 2015.

### Otros participantes
Los siguientes jugadores recibieron una invitación (wild card), por lo tanto ingresan directamente al cuadro principal (WC):
- Grégoire Barrère
- Grégoire Burquier
- Quentin Halys
- Laurent Rochette

Los siguientes jugadores ingresan al cuadro principal tras disputar el cuadro clasificatorio (Q):
- Richard Becker
- Constant Lestienne
- Hugo Nys
- Marcus Willis

## Campeones

### Individual Masculino
- Nicolas Mahut derrotó en la final a  Yūichi Sugita, 3–6, 7–6(7–3), 6–4

### Dobles Masculino
- Grégoire Burquier /  Alexandre Sidorenko derrotaron en la final a  Andriej Kapaś /  Yasutaka Uchiyama, 6–3, 6–4